# 政令
政令（せいれい）とは、日本国憲法第73条第6号に基づいて内閣が制定する命令である。法源の一種。
政令は、行政機関が制定する命令の中では最も優先的な効力を有する。

## 種別
憲法・法律の規定を実施するために制定された執行命令に分類される政令と、法律の委任に基づいて制定される委任命令に分類される政令（日本国憲法第73条第6号ただし書、内閣法第11条参照）がある。独立命令は認められない。

## 題名
政令には特定の法律から委任された規定及び特定の法律を施行するのに必要な規定をまとめて制定したものが多くあり、そのような政令はその法律の題名を用いて「○○法施行令」のように命名されることが多い。国の機関の設置法の施行令は「○○省組織令」のような名称を持つことが多い。

## 効力

### 効力の優劣関係
政令と他の法形式の優劣関係は次の通りである。
- 法律 > 政令 > 内閣官房令・内閣府令・デジタル庁令・復興庁令・省令 ・外局の規則（規則・庁令）

最高裁判所規則・議院規則・条例は概ね政令と同等の優劣関係にあるとされるが、争いもある。

#### 例
1. 地方自治法（昭和22年法律第67号） - e-Gov法令検索
2. 地方自治法施行令（昭和22年政令第16号） - e-Gov法令検索
3. 地方自治法施行規則（昭和22年内務省令第29号） - e-Gov法令検索

### 効力の制限
- 日本国憲法は、国会を唯一の立法機関とすることを建前としているため、大日本帝国憲法下の独立命令のような政令の制定は認められない（憲法第41条）。なお、位階令（大正15年勅令第325号）、勲章制定ノ件（明治8年太政官布告第54号）のように、旧憲法下の独立命令がそのまま有効なものとして政令としての効力を与えられている例はある。これについては、日本国憲法のもとで、憲法の施行のための政令であるとしている。
- 特に法律の委任がある場合を除いては、罰則を設けることができない。（憲法第73条第6号ただし書）。この実例として河川法（昭和39年7月10日法律第167号）第109条の委任により河川法施行令（昭和40年2月11日政令第14号）第58条から第63条に罰則の規定がある。
- 法律の委任がなければ、義務を課し、又は権利を制限する規定を設けることができない（内閣法第11条）
- ポツダム命令の1つである「出入国管理令」は、占領解除の際にポツダム宣言の受諾に伴い発する命令に関する件に基く外務省関係諸命令の措置に関する法律（昭和27年4月28日法律第126号）でそのまま法律としての効力を持つとされ、現在に至った出入国管理及び難民認定法のような例もある。なお法律として効力を有するとされた後は、政令では改廃できず、法律により改廃しなければならない。

## 制定手続
政令は以下の手続きによって制定される。
- 各国務大臣より、制定の閣議を求める（内閣法第4条第3項）。
- 閣議において決定される（内閣法第4条第1項）。
- 主任の国務大臣が署名し、内閣総理大臣が連署する（憲法第74条）。
- 天皇が公布する（憲法第7条第1号）
- 官報に掲載される。

## 勅令との関係
大日本帝国憲法第9条に基づき発せられた勅令で、日本国憲法の下でなお有効なもの（日本国憲法の規定に抵触しないもの）は、政令としての効力をもつものとされている（日本国憲法施行の際現に効力を有する勅令の規定の効力等に関する政令（昭和22年政令第14号））。

## 政令の効力をもつ命令
法改正に伴い、その経過措置として、本来は政令よりも下位に位置づけられる命令に対し、政令としての効力を与えた例がある。
- 自治庁設置法の施行に伴う関係法律の整理に関する法律（昭和27年法律第262号）
  - 附則第5項 この法律施行の際現に効力を有する地方財政委員会規則又は全国選挙管理委員会規則は、この法律の施行後は、それぞれ、政令をもつて規定すべき事項を規定するものについては政令としての、総理府令をもつて規定すべき事項を規定するものについては総理府令としての効力を有するものとする。
- 国家公務員法の一部を改正する法律（昭和40年法律第69号）
  - 附則第2条第7項 この法律の施行の際現に効力を有する人事院規則の規定でこの法律の施行後は政令をもつて規定すべき事項を規定するものは、この法律の施行の日から起算して九月間は、政令としての効力を有するものとする。

## 備考
2006年（平成18年）3月、日本政府の法令外国語訳実施推進検討会議は『法令用語日英標準対訳辞書』を発行し、その中で「政令」の英訳を「Cabinet Order」と定めた。